# Romanian Top 100
Romanian Top 100 (cunoscut și ca Romanian Singles Chart, Romanian Airplay Chart și Romanian Singles Airplay Chart) a fost clasamentul oficial al difuzărilor radio din România începând cu anul 1996. Acesta a fost prezentat săptămânal prin intermediul unei emisiuni radio, însă difuzarea acesteia a încetat în februarie 2012, fiind mai apoi înlocuită de Airplay 100.
Deși detalii complete legate de activitatea cântecelor înainte de 2002 nu sunt cunoscute, Madonna, Kylie Minogue și Shakira sunt considerate ca fiind artiștii cu cele mai multe single-uri clasate pe locul întâi. Piesa „I Follow Rivers” a cântăreței Lykke Li deține recordul pentru cele mai multe săptămâni pe locul unu, cu un total de 14 săptămâni adunate. Romanian Top 100 a fost compilat de Nielsen Sound Scan între 1999 și 2010, primind critici referitoare la modul de realizare a clasamentului.. Din 2010 clasamentul este realizat de Media Forest Romania, parte a unui grup israelian de monitorizare.

## Istorie și compilare

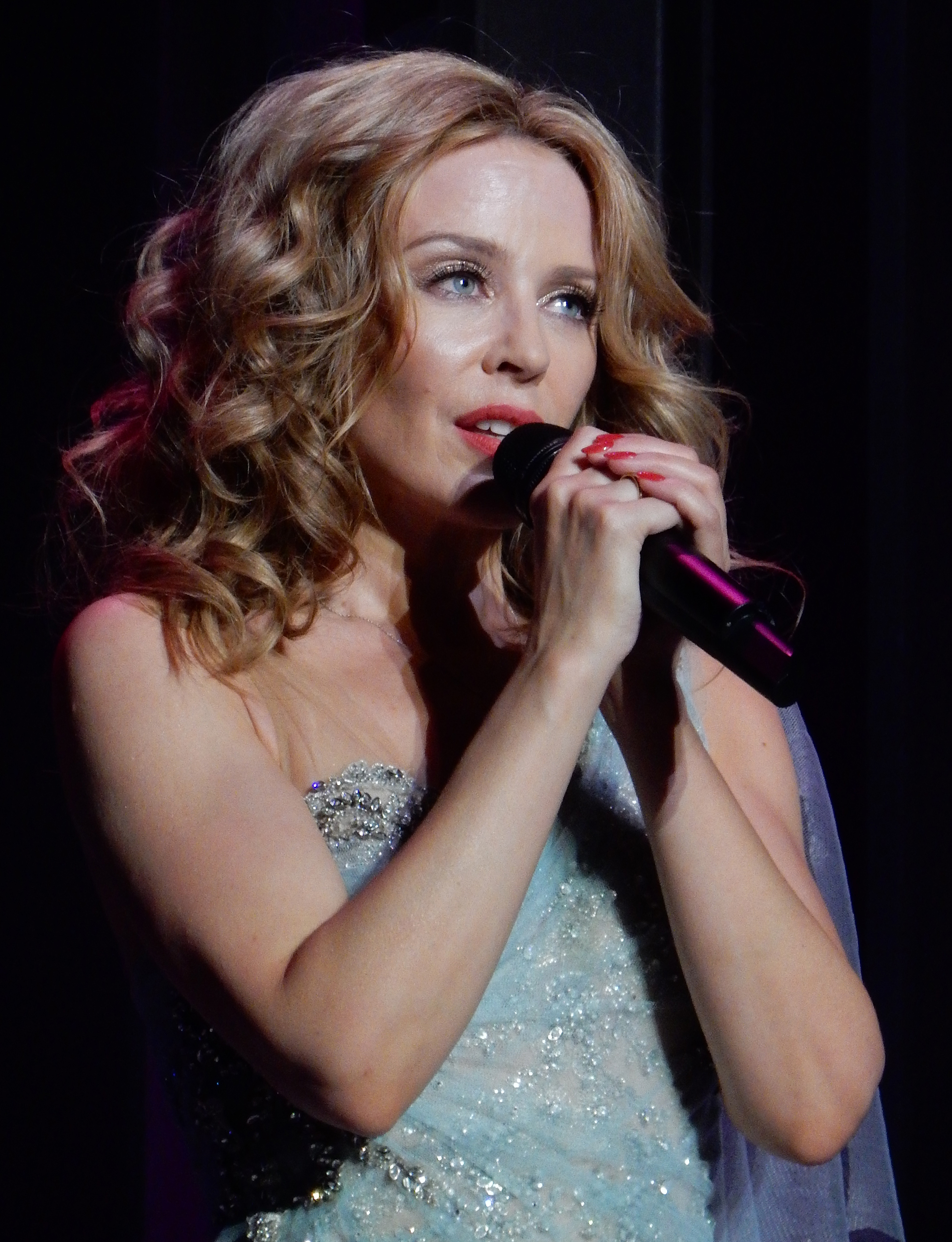
Kylie Minogue (fotografie) este considerată cel mai de succes artist din istoria Romanian Top 100, alături de Shakira și Madonna, fiecare dintre ele având câte șase single-uri pe prima poziție a clasamentului.

Romanian Top 100 a fost fondat în 1996, primul clasament de final de an fiind publicat în 1997. Începând cu 1998, clasamentul a fost prezentat prin intermediul unei emisiuni radio de două ore, intitulată Romanian Top 100 Radio Show găzduită de disc jockey-ul Adi Simion și creată de VentoStudio. Difuzată pe 57 de stații radio din România, emisiunea a fost intitulată inițial Romanian Top 100 Bravo Show datorită parteneriatului cu revista Bravo. Începând cu anul 1999, Romanian Top 100 a fost compilat de Body M Production A-V cu ajutorul unui „software special”. La acea vreme, peste 110 de stații radio din România erau luate în considerare pentru compilarea clasamentului, fiecare prezentându-și statisticiile difuzărilor radio. Procesul compilării a fost similar cu cel realizat pentru Eurochart Hot 100. Rezultatele erau trimise, de asemenea, și specialiștilor muzicali din România.
Până în aprilie 2001, Romanian Top 100 a ajuns la peste 250 de ediții. În 2005, numărul stațiilor radio care erau implicate în alcătuirea clasamentului a ajuns la 120, cu peste 450 de ediții adunate. La un moment dat, Romanian Top 100 a fost în publicat în revista Music & Media, însă includerea a fost curând respinsă datorită anulării publicației. În anii '10, clasamentul–compilat de Media Forest și Nielsen–a fost anunțat într-o emisiune săptămânală pe Kiss FM găzduită de disc jockey-ul Andreea Berghea. Într-un articol din aprilie 2009, website-ul Music Chat a criticat compilarea clasamentului și a pus la îndoială credibilitatea acestuia, observând o problemă în luarea în considerare a fragmentelor muzicale din reclame, rezultând un număr mai mare de redări a cântecelor. Publicarea topului a încetat în 2012, ultima ediție fiind pe 19 februarie 2012. Emisiunea a fost înlocuită de Airplay 100, clasament realizat de Media Forest și prezentat săptămânal pe Kiss FM într-o emisiune găzduită de Cristi Nitzu.

## Recorduri

### Artiști cu cele mai multe hituri clasate pe locul 1
1. 6 - Madonna, Kylie Minogue și Shakira
2. 5 - 3rei Sud Est, Enrique Iglesias, Voltaj și Rihanna
3. 4 - Morandi, Backstreet Boys și Black Eyed Peas
4. 3 - Animal X, DJ Project, Lady Gaga, Pitbull și Pussycat Dolls

NOTĂ: Pozițiile pieselor din clasamentele anterioare (1996-1999) și jumătatea anului 2000 nu sunt cunoscute, ceea ce face posibil ca artiși precum Enrique Iglesias, Shakira, Kylie Minogue sau Madonna să aibă un număr mai mare de cântece pe locul unu.

### Artiști cu cele mai multe săptămâni pe locul 1
1. Shakira — 21 de săptămâni
2. Voltaj — 21 de săptămâni
3. Black Eyed Peas — 20 de săptămâni
4. Madonna — 19 săptămâni (egalitate)
5. Morandi — 19 săptămâni (egalitate)
6. Activ — 17 săptămâni
7. Kylie Minogue — 15 săptămâni
8. Akcent — 14 săptămâni (egalitate)
9. Lykke Li - 14 săptămâni (egalitate)
10. Pitbull - 14 săptămâni (egalitate)
11. Nelly Furtado - 13 săptămâni (egalitate)
12. Lady Gaga — 13 săptămâni (egalitate)
13. Smiley - 12 săptămâni
14. Animal X - 12 săptămâni (egalitate)
15. Las Ketchup — 11 săptămâni
16. Enrique Iglesias — 10 săptămâni

### Cântece cu cele mai multe săptămâni în clasament
1. Gloria Estefan - „Hoy” (50 de săptămâni)
2. Nelly Furtado - „Say It Right” (44 de săptămâni)

### Hituri multiple într-un singur an
1997
- Backstreet Boys ("As Long As You Love Me", "Everybody (Backstreet's Back)")

2000
- Madonna („American Pie”, „Music”)
- Sonique („It Feels So Good”, „Sky”)

2001
- Kylie Minogue („Can't Get You Out of My Head”, „In Your Eyes”)
- Voltaj ("3D", "20")

- Animal X ("Fără tine", "Pentru ea")

2002
- Enrique Iglesias („Hero”, „Maybe”)

2003
- O-Zone („Despre Tine”, „Dragostea din Tei”)

2004
- Kylie Minogue („Slow”, „Red Blooded Woman”)
- Black Eyed Peas („Where Is the Love?”, „Shut Up”)

2006
- Madonna („Hung Up”, „Sorry”)
- Morandi („Falling Asleep”, „A La Lujeba”)
- Shakira („Hips Don't Lie”, „Illegal”)

2007
- Akon („Smack That”, „Don't Matter”)
- Enrique Iglesias („Do You Know?”, „Tired of Being Sorry”)

2008
- Madonna („4 Minutes”, „Give It 2 Me”)

2009
- Black Eyed Peas („I Gotta Feeling”, „Meet Me Halfway”)

2010
- Lady Gaga („Bad Romance”, „Alejandro”)
- Rihanna („Rude Boy”, „Love the Way You Lie”), „Only Girl (In the World)”)
- Smiley ("Plec pe Marte", "Love is for Free")

2011
- Pitbull („On the Floor”, „Rain Over Me”)

### Cântece cu cele mai multe săptămâni pe locul 1
| Poziție | Titlu              | Artist                       | Număr de săptămâni | An        |
| ------- | ------------------ | ---------------------------- | ------------------ | --------- |
| 1       | „I Follow Rivers”  | Lykke Li                     | 14                 | 2011-2012 |
| 2       | „Say It Right”     | Nelly Furtado                | 12                 | 2007      |
| 3       | „Shut Up”          | Black Eyed Peas              | 10                 | 2003      |
| 3       | „Cry Cry”          | Oceana                       | 10                 | 2009      |
| 3       | „Bad Romance”      | Lady Gaga                    | 10                 | 2010      |
| 4       | „The Ketchup Song” | Las Ketchup                  | 9                  | 2002      |
| 4       | „Doar cu tine”     | Activ                        | 9                  | 2004      |
| 4       | „Beijo”            | Morandi                      | 9                  | 2005      |
| 4       | „Hung Up”          | Madonna                      | 9                  | 2005      |
| 4       | „Mm-Ma-Ma”         | Crazy Loop                   | 9                  | 2007/2008 |
| 5       | „Și Ce”            | Voltaj                       | 8                  | 2004      |
| 5       | „Visez”            | Activ                        | 8                  | 2005      |
| 5       | „Hot n Cold”       | Katy Perry                   | 8                  | 2009      |
| 5       | „I Gotta Feeling”  | Black Eyed Peas              | 8                  | 2009/2010 |
| 5       | „Mr. Saxobeat”     | Alexandra Stan               | 8                  | 2010/2011 |
| 5       | „On the Floor”     | Jennifer Lopez feat. Pitbull | 8                  | 2011      |